# Mutter (software)
Mutter è il compositing window manager di GNOME Shell, l'interfaccia utente di GNOME 3, sostituto del vecchio Metacity. (il nome "Mutter" è una abbreviazione di "Metacity Clutter"). Mutter usa la libreria grafica chiamata Clutter, e quindi supporta le istruzioni OpenGL.
Il gestore di finestre Mutter può funzionare anche a sé stante come window manager di altri ambienti simili a GNOME ed è il window manager primario per desktop di GNOME Shell, il quale è parte integrante di GNOME dalla versione 3.0. Mutter è estensibile con plugin e supporta numerosi effetti grafici.

## Performance
I giochi generalmente hanno un calo di prestazioni quando si utilizza un compositing window manager. Nel giugno 2010 Phoronix ha rilevato un risultato simile anche per Mutter e Compiz.